# جادوگر دروغ‌ها
جادوگر دروغ‌ها (به انگلیسی: The Wizard of Lies) فیلمی تلویزیونی محصول سال ۲۰۱۷ و به کارگردانی سام لوینسون است. در این فیلم بازیگرانی همچون رابرت دنیرو، میشل فایفر، آلساندرو نیوولا، هانک آزاریا، ناتان دارو، کریستن کانلی، کاترین ناردوچی و دیانا بی. هنریکس ایفای نقش کرده‌اند.
این فیلم داستان زندگی برنارد میداف است.

## داستان
برنارد مادوف در اوایل دهه‌ی ۱۹۶۰ شرکت خود را در وال‌استریت تأسیس کرد که به‌مرور به یکی از بزرگ‌ترین صندوق‌های سرمایه‌گذاری تبدیل شد. مادوف به‌عنوان یک سرمایه‌دار موفق و بانفوذ، کارگزار، مشاور مالی و نیکوکار سخاوتمند از شهرت خوبی برخوردار بود. او پسرانش، مارک و اندرو، و همسرش، رو، را در شرکتش استخدام کرده بود.  
در سال ۲۰۰۸، افشا شد که شرکت او طی ۱۶ سال گذشته بزرگ‌ترین طرح پانزی (کلاهبرداری زنجیره‌ای) تاریخ را اجرا کرده است. رسوایی ناشی از آن به ضررهای چندمیلیارد دلاری و دستگیری مادوف منجر شد، که در نهایت به ۱۵۰ سال حبس محکوم شد.  
مارتین لاندن، وکیل و پدر همسر مارک مادوف، به پسران برنارد مادوف توصیه می‌کند که پدرشان را به مقامات قانونی معرفی کنند.  
برنارد مادوف در اعتراف به مأموران اف‌بی‌آی اقرار می‌کند که از دهه‌ی ۱۹۷۰ یک طرح پانزی را مدیریت می‌کرد. در سال ۲۰۰۹، هری مارکوپولوس در شهادت خود در برابر مجلس نمایندگان آمریکا اعلام کرد که معتقد بود شرکت مادوف یک کلاهبرداری پانزی است، زیرا سودهای شرکت هیچ‌گاه نوسان نداشت (همیشه ثابت بود).